# Mohamed Aberchane
Mohamed Aberchane, ou Mohamed Aberkane, surnommé l'empereur de Nador, est un homme politique marocain.
Il est élu député de la commune d'Iâzanen en 2011 et 2021.
Depuis février 2024, il est condamné à cinq ans de prison ferme.

## Engagements politiques
Le député Mohamed Aberchane fait partie du parti politique marocain classé à gauche Union socialiste des forces populaires (USFP).
Il est élu député de la commune d'Iâzanen en 2011 et 2021, son fils se faisant élire en 2016.

## Affaire judiciaire
En mai 2023, le député marocain Mohamed Aberchane est attaqué en justice avec son fils et six autres hommes politiques marocains pour des faits datant de 2010 à 2016 par la Cour d'appel de Fès, il est ainsi accusé de,,, :
- faux ;
- usage de faux ;
- corruption (concernant notamment des pots-de-vin allant jusqu'à 1,2 million de dirhams) ;
- trahison ;
- octroi d'attestations administratives à une personne qui sait ne pas en avoir le droit ;
- octroi d'une exemption fiscale sans autorisation légale ;
- participation à la construction d'un lotissement résidentiel sans autorisation préalable ;
- participation à la construction sans permis.

Le 6 février 2024, la Cour d'appel de Fès conclut le procès par une amende de 100 000 dirhams et une condamnation à cinq ans de prison ferme pour Mohamed Aberchane et deux autres personnes,.